# Auguste Vos
Auguste Vos, född 3 februari 1902, var en friidrottare från Belgien. Han deltog vid olympiska sommarspelen 1928.